# Чемпионат СССР по дзюдо 1987
14-й Чемпионат СССР по дзюдо прошёл в Ленинграде 12-15 февраля 1987 года.

## Медалисты
| Весовая категория           | Золото                          | Серебро                     | Бронза                                              |
| --------------------------- | ------------------------------- | --------------------------- | --------------------------------------------------- |
| Наилегчайший вес (до 60 кг) | Григорий Фаустов Кишинёв        | Чатиб Хачак Майкоп          | Роберт Демирчян Волгоград Бадри Басилашвили Тбилиси |
| Полулёгкий вес (до 65 кг)   | Сергей Космынин Минусинск       | Вахтанг Джапаридзе Тбилиси  | Юрий Соколов Ленинград Али Хамхоев Алма-Ата         |
| Лёгкий вес (до 71 кг)       | Андрей Карасёв Набережные Челны | Бостан Джанбырбаев Алма-Ата | Бато Джикури Тбилиси Юрий Муханов Курск             |
| Полусредний вес (до 78 кг)  | Башир Вараев Грозный            | Лери Накани Тбилиси         | Вадим Кадзаев Полтава Виталий Будюкин Москва        |
| Средний вес (до 86 кг)      | Виктор Поддубный Красноярск     | Магомет Тюльпаров Майкоп    | Анзор Теналзе Тбилиси Александр Сивцев Курск        |
| Полутяжёлый вес (до 95 кг)  | Коба Куртанидзе Тбилиси         | Ромас Пачинскас Каунас      | Дмитрий Соловьёв Чирчик Евгений Долинин Гродно      |
| Тяжёлый вес (свыше 95 кг)   | Акакий Кибордзалидзе Кутаиси    | Григорий Веричев Челябинск  | Янис Дарзниекс Рига Хабиль Бикташев Куйбышев        |
| Абсолютная категория        | Григорий Веричев Челябинск      | Хабиль Бикташев Куйбышев    | Геннадий Ярёменко Одесса Автандил Губеладзе Кутаиси |